# オーガスタス島
オーガスタス島（Augustus Island）はヌナブト準州クィキクタアルク地域のバフィン島フロビッシャー湾内にある島。Becher半島とホール半島の間のワードインレットの奥にある。近隣にはブルース島、アルガーイーン島、フロビッシャーズ・ファーセスト、マクブライド島、ピキット島といった島がある。
オーガスタス島はアメリカ合衆国の北極探検家チャールズ・フランシス・ホールにより命名された。